# پیکرک

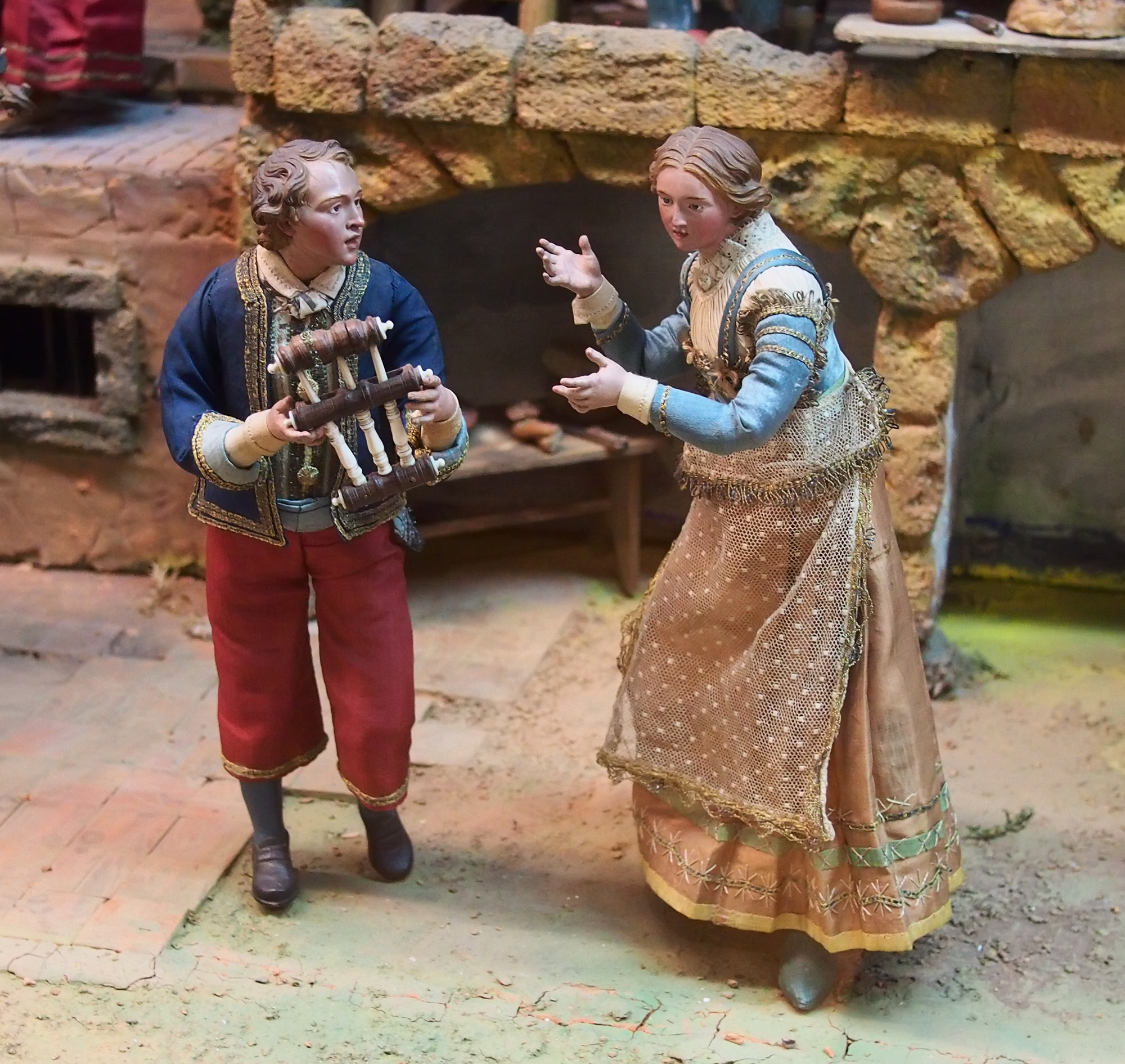

پیکَرک یا تَندیسَک به پیکره‌ها (مجسمه‌ها)ی ساخته دست انسان گفته می‌شود که معمولاً به شکل یکی از جانوران یا یک انسان است. تندیسک معمولاً به تندیسهای کوچک گفته می‌شود، یعنی در اندازه‌ای کوچک‌تر از قد واقعی موجود. البته این مسئله همیشه درست نیست و برای نمونه، دربارهٔ حشرات تندیسک‌ها می‌توانند در اندازه واقعی یا بزرگ‌تر ساخته شوند.

## نگارخانه

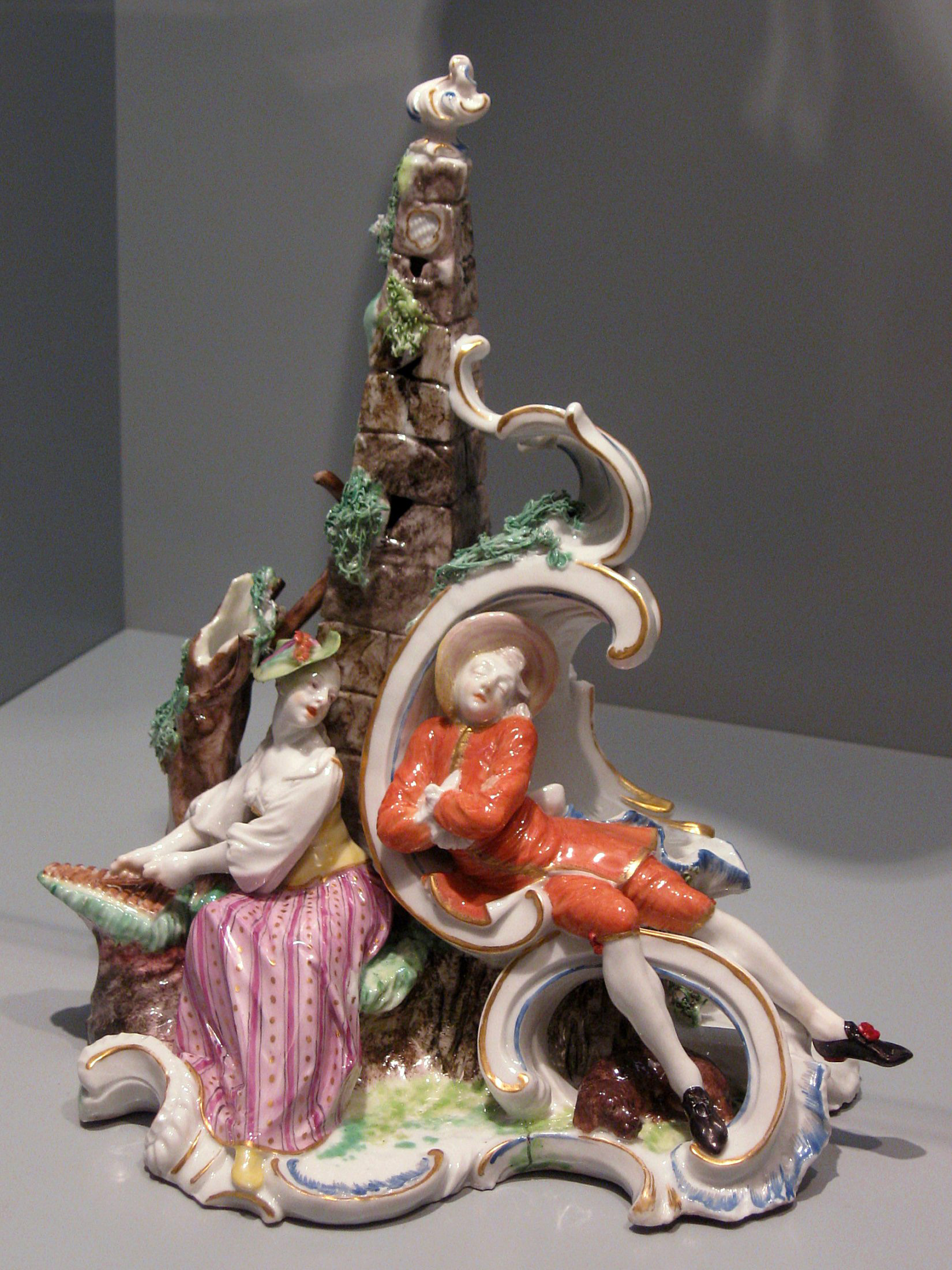
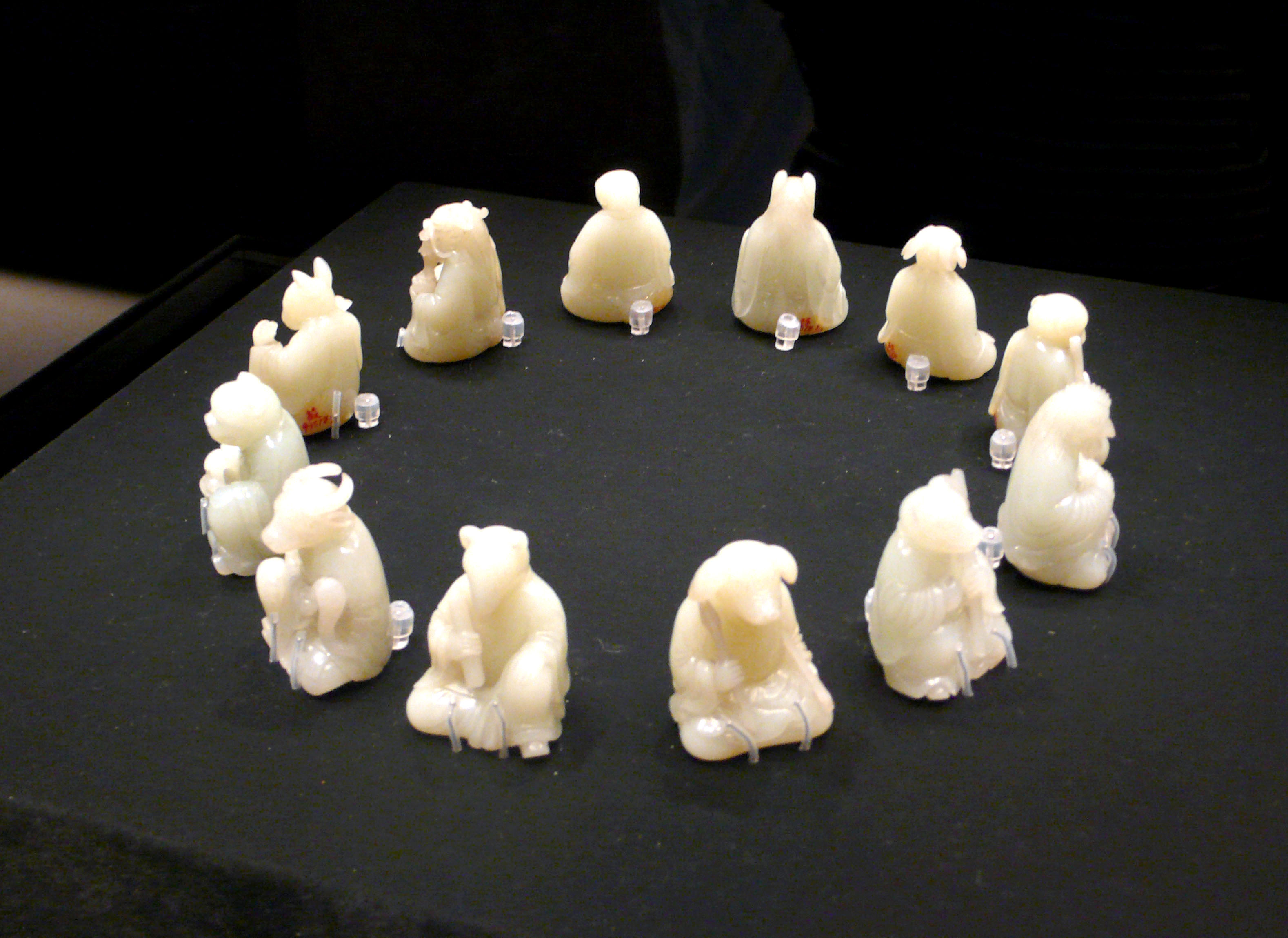
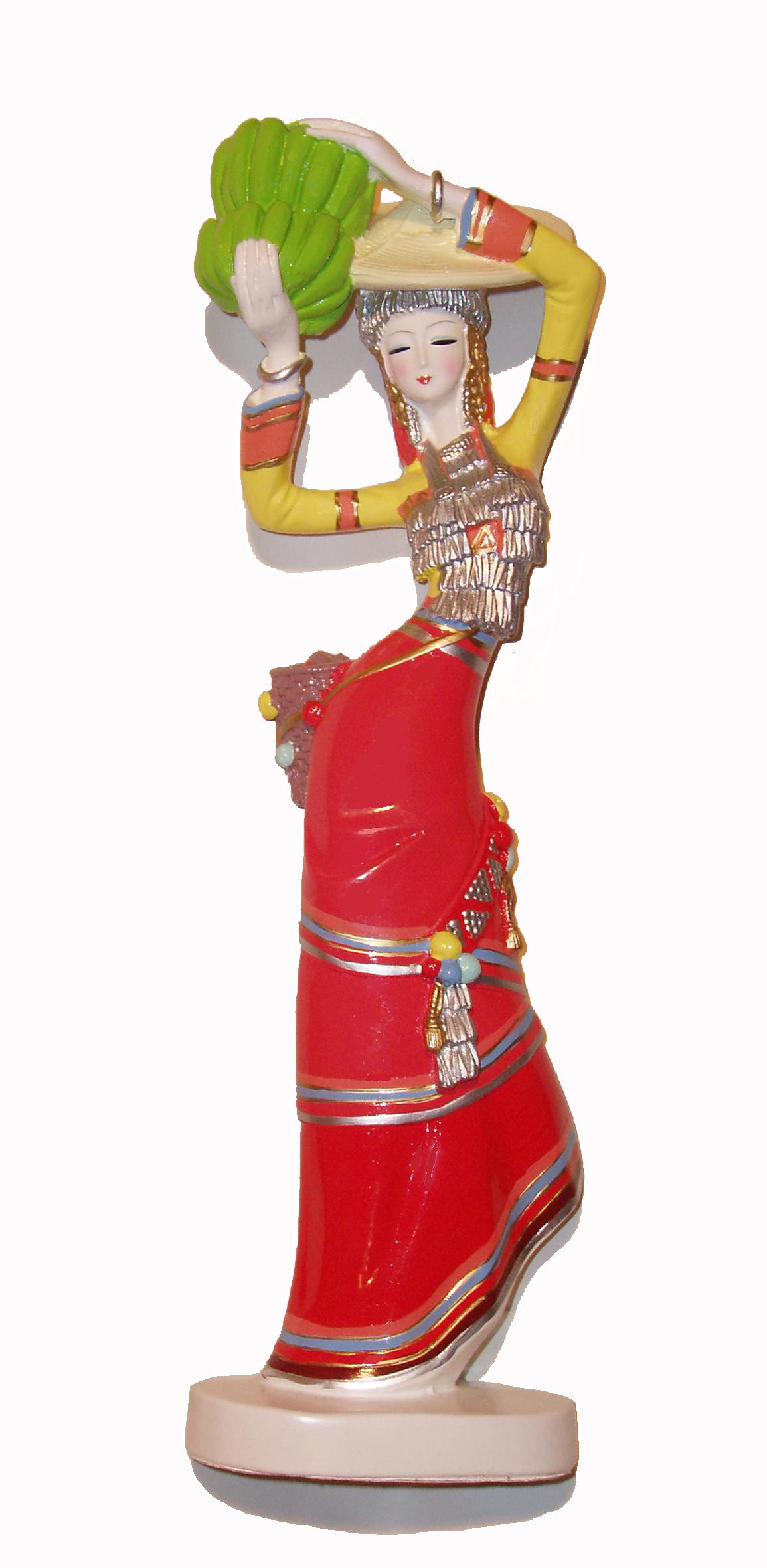
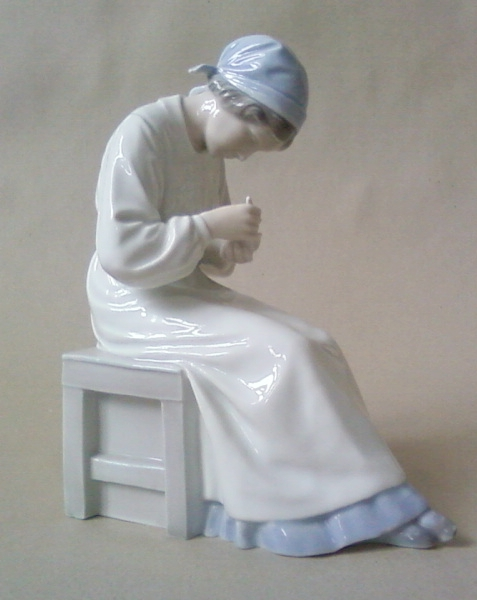
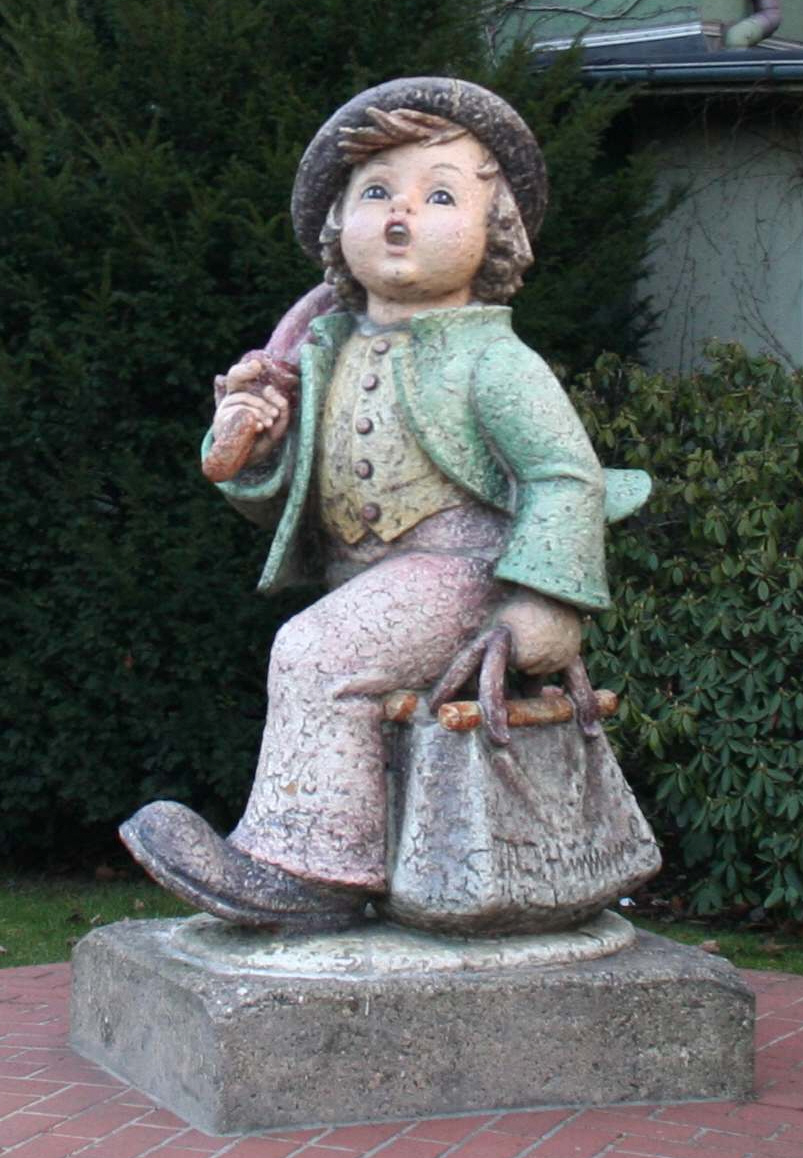
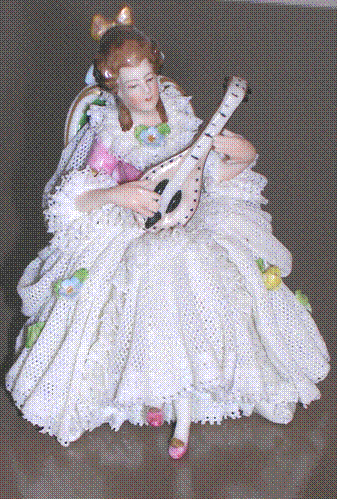